# Хоробре серце (фільм, 1925)
Хоробре серце (англ. Braveheart) — американський вестерн режисера Алана Хейла 1925 року.

## Сюжет
Плем'я Стендінг Рокса має договір, що захищає їх рибальські землі, але консервна корпорація порушує договір через залякування і застосування сили. Плем'я старається самостійно впоратися з цією загрозою. Син вождя, Хоробре серце, відправляється в коледж, щоб вивчати закон і захищати свої права, але інші в племені на чолі з запальним Кі-Йоут, хочуть спровокувати більш насильницькі зіткнення.

## У ролях
- Род Ла Рок — Хоробре серце
- Лілліен Річ — Дороті Нельсон
- Роберт Ідісон — Гобарт Нельсон
- Артур Гаусман — Френк Нельсон
- Френк Геґні — Кі-Йоут
- Джин Екер — Летюча стріла
- Тайрон Пауер старший — Стендінг Рокс
- Саллі Ренд — Саллі Вернон
- Генрі Віктор — Сем Гарріс